# 陳瑞凱
陳瑞凱（RayKai Chen，1976年5月4日—），淡江大學土木系畢業，是1976樂團的主唱，為創團成員之一。
阿凱高中便開始涉足當時的台灣地下音樂界，也擔任金屬團體「黃禍」之主唱。之後接觸到The Smiths與Morrissey的音樂。大學時與大麻（張崇偉）、王昱人、蔡世中組成「1976」，擔任主唱、木吉他及歌詞的主撰寫。由於當時台灣的環境不足完全靠音樂謀生，因此除了1976 (樂團)之外，他也跨足音樂製作、編曲發行和音樂教學等工作。他表示最愛的是80年代的音樂風格，比較偏愛具有塑膠感（Plastic）風味的音樂，也因此在創作上深受此一風格影響。
陳瑞凱經營海邊的卡夫卡咖啡店，是他串起各種音樂身分的重心。陳瑞凱熱愛80年代流行音樂和搖滾樂，最推崇的歌手為莫里西（Morrissey）。

## 經歷
- 1996-迄今：  1976樂團
- 黃禍
- STARDUST
- Addiction

## 作品

### 1976 (樂團)
- 1996-迄今 1976樂團所有作品

### 填詞
- 曲目：《和弦裡的秘密》（收入在女歌手蘇慧倫/發行專輯：蘇慧倫，左撇子，旋轉門。）

### 作曲
- 曲目：《春暖花開》（收入在女歌手伊能靜/2010發行單曲：【春暖花開】）

### 填詞/作曲
- 曲目：《和你一起》（收入在女歌手許茹芸/2009發行專輯：【愛．旅行．一公里】）

### 電影配樂
- 2002年阿凱完成林育賢導演紀錄短片「鴉之王道」配樂
- 2003年阿凱參與陳政道電影「狂放」配樂

### 寫作
- 《小說家》，出版日期：2010年10月29日，規格：13*13cm ，頁數：16頁

## 外部連結
- 壹球搖滾1976樂團官方網站 （页面存档备份，存于）
- 海邊的卡夫卡咖啡廳 （页面存档备份，存于）